# Burj Al Babas Villa
Burj Al Babas Villa è un villaggio residenziale realizzato nella Turchia nord-occidentale, nel distretto provinciale di Bolu, vicino alla città di Mudurnu e a circa tre ore da Istanbul.
Il villaggio è noto per essere costituito da una pletora di 732 edifici tutti identici tra loro e simili a un castello in stile francese, ma è completamente disabitato a causa del fallimento del consorzio di imprese che si sono occupate della sua costruzione, avvenuto prima del completamento.
È stato indicato da Bloomberg come uno dei fallimenti immobiliari più ingenti e catastrofici della Turchia negli ultimi anni.

## Genesi del progetto
Il progetto Burj Al Babas Villa ha avuto origine nel 2014 per volere di un gruppo di immobiliaristi turchi che, organizzati nel Gruppo Sarot, nel 2016 decisero di finanziare il progetto di un grande villaggio a sud della cittadina di Burj Al Babas per un costo totale di 205.000.000 di dollari.
L'idea fu quella di realizzare un villaggio con abitazioni di prestigio da realizzarsi tutte identiche e da completare entro tre anni, con una parziale possibilità di personalizzazione degli interni a carico dell'acquirente.
Malgrado la fiducia dei finanziatori circa le potenzialità dell'idea e seppur completate quasi tutte le settecento unità immobiliari in poco più di due anni, l'alta inflazione registrata in quel periodo e la concomitante crisi economica del Paese hanno avuto un impatto negativo sul mercato immobiliare in generale e conseguentemente su tale progetto.
Nonostante il complesso immobiliare abbia anche un regolare sito internet in rete che documenta dettagliatamente le varie fasi della costruzione dell'intera area residenziale e gli interni delle singole abitazioni, i lavori si sono completamente arrestati nel 2017, conferendo al complesso abbandonato un aspetto spettrale.

## Caratteristiche
L'area dell'intero villaggio Burj Al Babas comprende circa trecentomila metri quadrati di superficie a ridosso di un territorio boschivo che è stato in parte abbattuto per consentire la costruzione delle 732 unità immobiliari e del grande centro commerciale organizzati in viali, strade e piazze che però non sono più state realizzate a causa della definitiva interruzione dei lavori.
Le ville hanno una superficie di 325 metri quadrati ciascuna e avevano prezzi al pubblico, quando furono costruite, che oscillavano tra i 260 e i 440.000 Euro. Le unità immobiliari sono tutte indipendenti e realizzate in una sorta di stile neogotico francese ispirato al castello di Chenonceau nella Valle della Loira, con tanto di torri cilindriche e abbaini, inoltre le unità più prestigiose si affacciano su un lago artificiale realizzato nella zona.
Gli interni dei singoli edifici replicati identici e affiancati l'uno all'altro, sono piuttosto pretenziosi e vantano rifiniture di pregio come pavimenti in legno o marmo, pareti e soffitti decorati con stucchi, dorature, piscine interne ed esterne, fontane ma anche moderni ascensori, sistemi di condizionamento e domotica.

## Nella cultura di massa
- Il rapper tedesco Ufo361 vi ha girato il video musicale per la sua canzone Bad Girls, Good Vibes.[7]
- Il video musicale di Lose Control, singolo del gruppo italiano Meduza con la partecipazione dei Goodboys e Becky Hill, è stato interamente girato a Burj al Babas.[8]